# Griffith-Gletscher
Der Griffith-Gletscher ist ein Gletscher im westantarktischen Marie-Byrd-Land. Er fließt vom California-Plateau und dem Watson Escarpment zum Scott-Gletscher, den er zwischen Mount McKercher und Mount Meeks erreicht.
Der United States Geological Survey kartierte ihn anhand eigener Vermessungen und mithilfe von Luftaufnahmen der United States Navy zwischen 1960 und 1963. Das Advisory Committee on Antarctic Names benannte ihn 1967 nach Lieutenant Commander Philip G. Griffith, Kommandeur der Flugstaffeln bei den Deep Freeze Operationen der Jahre 1966 und 1967 zur Erstellung von Luftaufnahmen.